# Richard Groenendaal
Richard Groenendaal est un coureur cycliste néerlandais, né le 13 juillet 1971 à Bois-le-Duc. Spécialiste du cyclo-cross, il fut champion du monde de la discipline en 2000 et triple vainqueur de la Coupe du monde (1997-1998, 2000-2001, 2003-2004). Il est par la suite directeur sportif de l'équipe Rabobank Development.

## Biographie
Richard Groenendaal naît le 13 juillet 1971 à Bois-le-Duc. Son père, Rein, fut lui-même coureur professionnel de cyclo-cross durant les années 1980, et champion des Pays-Bas en 1985.
Il fait ses débuts dans le cyclisme au WV Schijndel à 14 ans, en 1986, combinant le cyclo-cross et la route. Sixième de son premier championnat de cyclo-cross en 1986, il remporte ensuite le titre national chaque année, et le championnat du monde junior en 1989.
Richard Groenendaal intègre alors les rangs amateurs, courant pour diverses équipes. En 1992, il participe à la course sur route en ligne des Jeux olympiques de Barcelone, terminant à la 17e place.
Deuxième du championnat du monde de cyclo-cross en 1994 et 1995, il intègre la nouvelle équipe professionnelle Rabobank en 1996. En 1997-1998, il domine la Coupe du monde, remportant trois des six épreuves et présent sur tous les podium. Il est également vainqueur du Superprestige.
Groenendaal acquiert son principal titre en 2000. Attaquant dans le dernier tour du Championnat du monde, il est pris en chasse par le champion en titre, le belge Mario De Clercq, suivi du coéquipier de Groenendaal chez Rabobank, Sven Nys. Ce dernier ne collabore pas avec son compatriote, De Clercq ne parvient pas à faire son retard et Groenendaal devient champion du monde dans sa ville, Saint-Michel-Gestel.
Il domine la saison suivante : il remporte à nouveau le Superprestige et la Coupe du monde, ainsi que le championnat des Pays-Bas. Il termine la saison à la première place du classement UCI. Grand favori du championnat du monde, il est victime d'une chute et perd donc son titre. 
Durant la saison 2001-2002, Groenendaal perd le titre national au profit de son coéquipier Gerben de Knegt. Il remporte la dernière manche de la Coupe du monde à Heerlen et apparaît à nouveau favori du Championnat du monde qui a lieu une semaine plus tard. Il ne prend cependant que la quatrième place, derrière les trois belges De Clercq, Nys et Vannoppen.
En 2002-2003, il gagne qu'une manche de Coupe du monde, à Kalmthout, ainsi que le cross du Koppenberg.
Blessé à la fin de l'année 2003, il revient en forme en début d'année, retrouvant le titre national. À Pijnacker, il s'impose lors de la dernière manche de la coupe du monde, ravissant la première place à Sven Nys.
À nouveau champion des Pays-Bas en 2005, il termine deuxième du championnat les deux années suivantes, derrière de Knegt en 2006, et le jeune Lars Boom en 2007, puis troisième en 2008.
En 2007, il quitte la Rabobank pour l'équipe AA Drink. Il met un terme à sa carrière de coureur en mars 2009. En 2015 et 2015, il est directeur sportif de l'équipe Rabobank Development.

## Palmarès en cyclo-cross
| - 1987-1988 - Champion des Pays-Bas de cyclo-cross juniors - 1988-1989 - Champion du monde de cyclo-cross juniors - Champion des Pays-Bas de cyclo-cross juniors - 1989-1990 - Champion des Pays-Bas de cyclo-cross amateurs - 7e du championnat du monde de cyclo-cross amateurs - 1990-1991 - Champion des Pays-Bas de cyclo-cross amateurs - 1991-1992 - 3e du championnat des Pays-Bas de cyclo-cross amateurs - 1992-1993 - Champion des Pays-Bas de cyclo-cross amateurs - 5e du championnat du monde de cyclo-cross amateurs - 1993-1994 - Champion des Pays-Bas de cyclo-cross - Médaillé d'argent du championnat du monde de cyclo-cross - 1994-1995 - 2e du championnat des Pays-Bas de cyclo-cross - Médaillé d'argent du championnat du monde de cyclo-cross - 1995-1996 - Champion des Pays-Bas de cyclo-cross - 8e du championnat du monde de cyclo-cross - 1997-1998 - Champion des Pays-Bas de cyclo-cross - Classement général de la Coupe du monde - Superprestige - 9e du championnat du monde de cyclo-cross - 1999-2000 - Champion du monde de cyclo-cross - Champion des Pays-Bas de cyclo-cross - 2e de la Coupe du monde - 2e du Superprestige | - 2000-2001 - Champion des Pays-Bas de cyclo-cross - Classement général de la Coupe du monde - Superprestige - 2001-2002 - 2e du championnat des Pays-Bas de cyclo-cross - 2e du Superprestige - 4e du championnat du monde de cyclo-cross - 2002-2003 - Champion des Pays-Bas de cyclo-cross - 2003-2004 - Champion des Pays-Bas de cyclo-cross - Classement général de la Coupe du monde - 2004-2005 - Champion des Pays-Bas de cyclo-cross - 2e du Superprestige - 2005-2006 - 2e du championnat des Pays-Bas de cyclo-cross - 2006-2007 - 2e du championnat des Pays-Bas de cyclo-cross - 6e du championnat du monde de cyclo-cross - 2007-2008 - 3e du championnat des Pays-Bas de cyclo-cross - 2008-2009 - 3e du championnat des Pays-Bas de cyclo-cross |  |

## Palmarès sur route
- 1988
  - Tour d'Irlande juniors
  - Acht van Bladel
  - 3e de Liège-La Gleize
- 1989
  -  Médaillé d'argent du championnat du monde du contre-la-montre par équipes juniors
  - 3e des Trois Jours d'Axel
- 1990
  - 3e du Tour du Limbourg
- 1991
  - Drielandenomloop
- 1992
  - 2e du Triptyque ardennais
  - 2e du Tour de l'Est de la Belgique
- 1993
  - 4ea étape du Teleflex Tour
  - 3e étape du Delta Tour Zeeland (contre-la-montre)
- 1997
  - 9e étape du Tour de Rhénanie-Palatinat

## Palmarès en VTT
- 1997
  -  Champion des Pays-Bas de cross-country

## Hommages et distinctions
- Club 48 Bokaal : 1998 et 2000
- Peter Post Carrièreprijs : 2009
- Le Grand Prix Groenendaal, un cyclo-cross organisé aux Pays-Bas jusqu'en 2011, porte son nom.